# NGC 596
NGC 596 é uma galáxia elíptica (E) localizada na direcção da constelação de Cetus. Possui uma declinação de -07° 01' 55" e uma ascensão recta de 1 horas, 32 minutos e 52,0 segundos.
A galáxia NGC 596 foi descoberta em 13 de Dezembro de 1783 por William Herschel.